# Jaime Nielsen
Jaime Nielsen (Cambridge, 3 september 1985) is een Nieuw-Zeelands wielrenster en voormalig roeister.
In Poznań in 2004 werd Nielsen wereldkampioene roeien in de discipline BW4x in de categorie tot 23 jaar.
Ze werd verschillende keren nationaal kampioene in het tijdrijden op de weg en in de (ploegen-) achtervolging op de baan.
Ze kwam uit voor Nieuw-Zeeland op de Olympische Zomerspelen 2012 in Londen. Samen met Lauren Ellis en Alison Shanks werd ze vijfde in de ploegenachtervolging. Tijdens de Gemenebestspelen 2014 werd ze vierde in de tijdrit op de weg.

## Palmares

### Baan
2009
 Wereldkampioenschappen baanwielrennen, ploegenachtervolging
2010
 Wereldbeker ploegenachtervolging, Melbourne
2011
 Wereldbeker ploegenachtervolging, Manchester
 Wereldkampioenschappen baanwielrennen, ploegenachtervolging
2013
 Nieuw-Zeelands kampioene achtervolging
2019
Wereldbeker baanwielrennen Cambridge: ploegenachtervolging

### Weg

#### Kampioenschappen
| Kampioenschap                  | 2011   | 2012   | 2013   | 2014 | 2015 | 2016   | 2017 | 2021   |
| ------------------------------ | ------ | ------ | ------ | ---- | ---- | ------ | ---- | ------ |
| NK tijdrijden                  | Zilver | Zilver | Zilver | Goud | Goud | Zilver | Goud | Zilver |
| NK wegwedstrijd                | 11e    |        | 5e     | 6e   | DNF  | 4e     | 5e   | 4e     |
| Gemenebestspelen, tijdrijden   |        |        |        | 4e   |      |        |      |        |
| Gemenebestspelen, wegwedstrijd |        |        |        | 16e  |      |        |      |        |